# نویهایلنباخ
نویهایلنباخ (به آلمانی: Neuheilenbach) یک شهر در آلمان است که در بیتبورگ-پروم واقع شده‌است.